# تشانام وايليسفورد (دائرة انتخابية في المملكة المتحدة)
تشانام وايليسفورد  (بالإنجليزية: Chatham and Aylesford)‏ هي إحدى الدوائر الانتخابية في المملكة المتحدة الممثلة في مجلس العموم في برلمان المملكة المتحدة.
عضو البرلمان الذي يمثلها حالياً هو :Jonathan Shaw (Lab).